# Tonga i olympiska sommarspelen 2016
Tonga deltog med sju deltagare vid de olympiska sommarspelen 2016 i Rio de Janeiro. Ingen av landets deltagare erövrade någon medalj.

## Bågskytte
| Bågskytt         | Gren                           | Rankningsomgång | Rankningsomgång | Omgång 1                 | Omgång 2          | Omgång 3          | Kvartsfinal       | Semifinal         | Final / BM        | Final / BM       |
| Bågskytt         | Gren                           | Poäng           | Seed            | Motståndare Poäng        | Motståndare Poäng | Motståndare Poäng | Motståndare Poäng | Motståndare Poäng | Motståndare Poäng | Placering        |
| ---------------- | ------------------------------ | --------------- | --------------- | ------------------------ | ----------------- | ----------------- | ----------------- | ----------------- | ----------------- | ---------------- |
| Arne Jensen      | Herrarnas individuella tävling | 604             | 61              | van den Berg (NED) L 3–7 | Gick inte vidare  | Gick inte vidare  | Gick inte vidare  | Gick inte vidare  | Gick inte vidare  | Gick inte vidare |
| Lusitania Tatafu | Damernas individuella tävling  | 559             | 63              | Chang H-j (KOR) L 0–6    | Gick inte vidare  | Gick inte vidare  | Gick inte vidare  | Gick inte vidare  | Gick inte vidare  | Gick inte vidare |

## Friidrott
Förkortningar
- Notera– Placeringar avser endast det specifika heatet.
- Q = Tog sig vidare till nästa omgång
- q = Tog sig vidare till nästa omgång som den snabbaste förloraren eller, i fältgrenarna, genom placering utan att nå kvalgränsen
- NR = Nationellt rekord
- N/A = Omgången fanns inte i grenen
- Bye = Idrottaren behövde inte tävla i omgången

Bana och väg
| Idrottare       | Gren                | Heat     | Heat      | Kvartsfinal      | Kvartsfinal      | Semifinal        | Semifinal        | Final            | Final            |
| Idrottare       | Gren                | Resultat | Placering | Resultat         | Placering        | Resultat         | Placering        | Resultat         | Placering        |
| --------------- | ------------------- | -------- | --------- | ---------------- | ---------------- | ---------------- | ---------------- | ---------------- | ---------------- |
| Siueni Filimone | Herrarnas 100 meter | 10,76    | 2 Q       | DNS              | DNS              | Gick inte vidare | Gick inte vidare | Gick inte vidare | Gick inte vidare |
| Taina Halasima  | Damernas 100 meter  | 12,80    | 6         | Gick inte vidare | Gick inte vidare | Gick inte vidare | Gick inte vidare | Gick inte vidare | Gick inte vidare |

## Taekwondo
| Idrottare       | Gren             | Åttondelsfinaler         | Kvartsfinaler        | Semifinaer           | Återkval             | Final                | Final            |
| Idrottare       | Gren             | Motståndare Resultat     | Motståndare Resultat | Motståndare Resultat | Motståndare Resultat | Motståndare Resultat | Placering        |
| --------------- | ---------------- | ------------------------ | -------------------- | -------------------- | -------------------- | -------------------- | ---------------- |
| Pita Taufatofua | Herrarnas +80 kg | Mardani (IRI) L 1–16 PTG | Gick inte vidare     | Gick inte vidare     | Gick inte vidare     | Gick inte vidare     | Gick inte vidare |